# Сант-Арпіно
Сант-Арпіно (італ. Sant'Arpino) — муніципалітет в Італії, у регіоні Кампанія, провінція Казерта.
Сант-Арпіно розташований на відстані близько 180 км на південний схід від Рима, 14 км на північ від Неаполя, 15 км на південний захід від Казерти.
Населення — 14 257 осіб (2014).

## Демографія
Населення за роками:

Станом на 1 січня 2023 року в муніципалітеті офіційно проживало 527 іноземців з 34 країн, серед них 22 громадяни країн Євросоюзу та 83 громадяни України.

## Сусідні муніципалітети
- Чеза
- Фраттамаджоре
- Фраттаміноре
- Грумо-Невано
- Орта-ді-Ателла
- Сант-Антімо
- Суччиво